# Villa Felseck
La villa Felseck est une villa art nouveau située dans la commune de Castelrotto dans le Trentin-Haut-Adige en Italie.

## Histoire
Conçue par l'architecte Ignaz Vaja, la villa est construite en 1904 à la demande du peintre Eduard Burgauner,.
La propriété est protegée dès 1983 par une délibération de la junte provinciale de l'Haut-Adige.

## Description
La villa présente un style art nouveau. Une tour-erker à base octagonale caractérise le côté qui face la rue. Les façades sont décorées par des précieuses peintures réalisées par Burgauner lui-même. Ces dernières répresentent, entre autres, des images de vie paysanne au long des douze mois de l'année et des scènes de la Bible avec des anges,.

## Galerie d'images

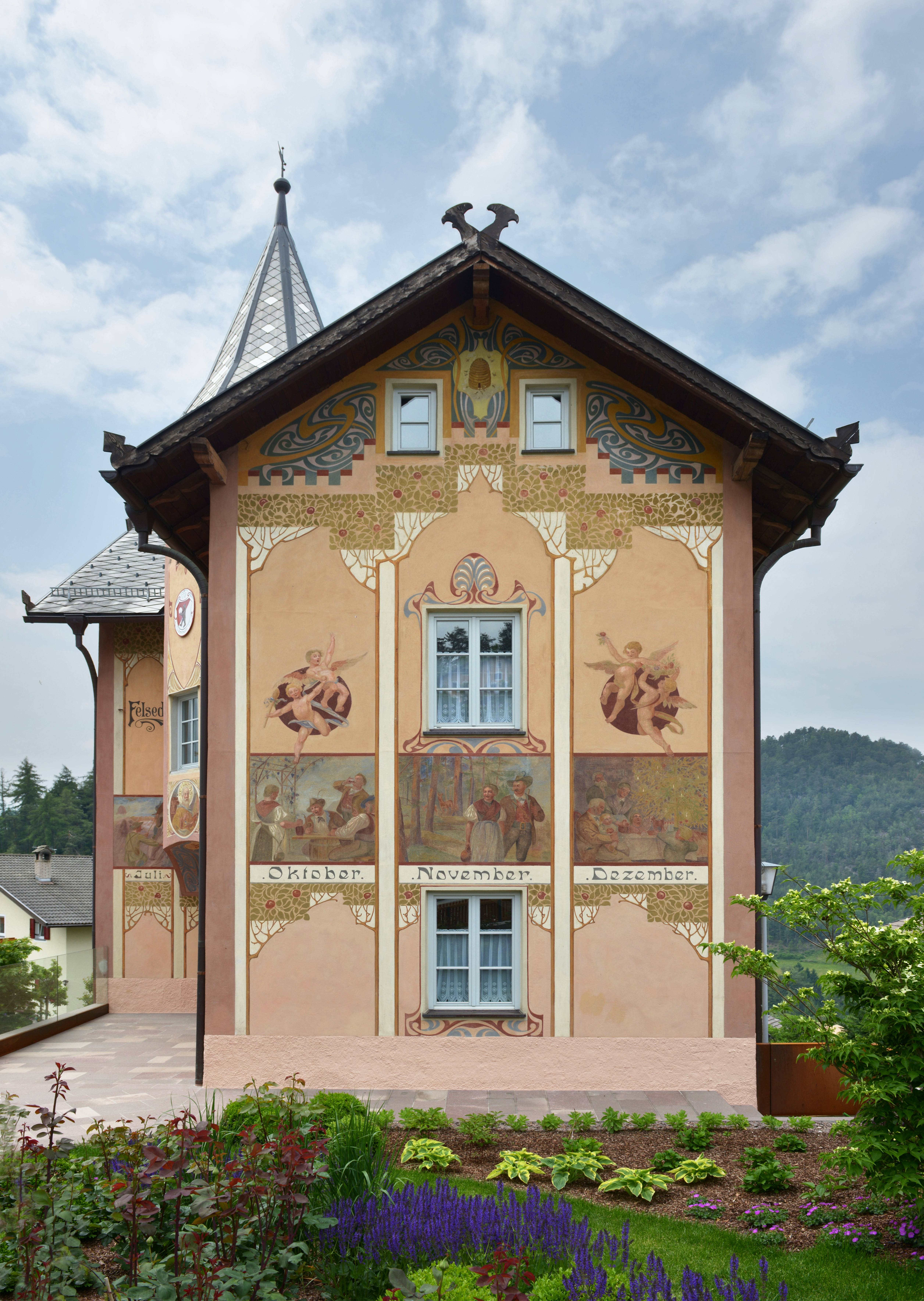
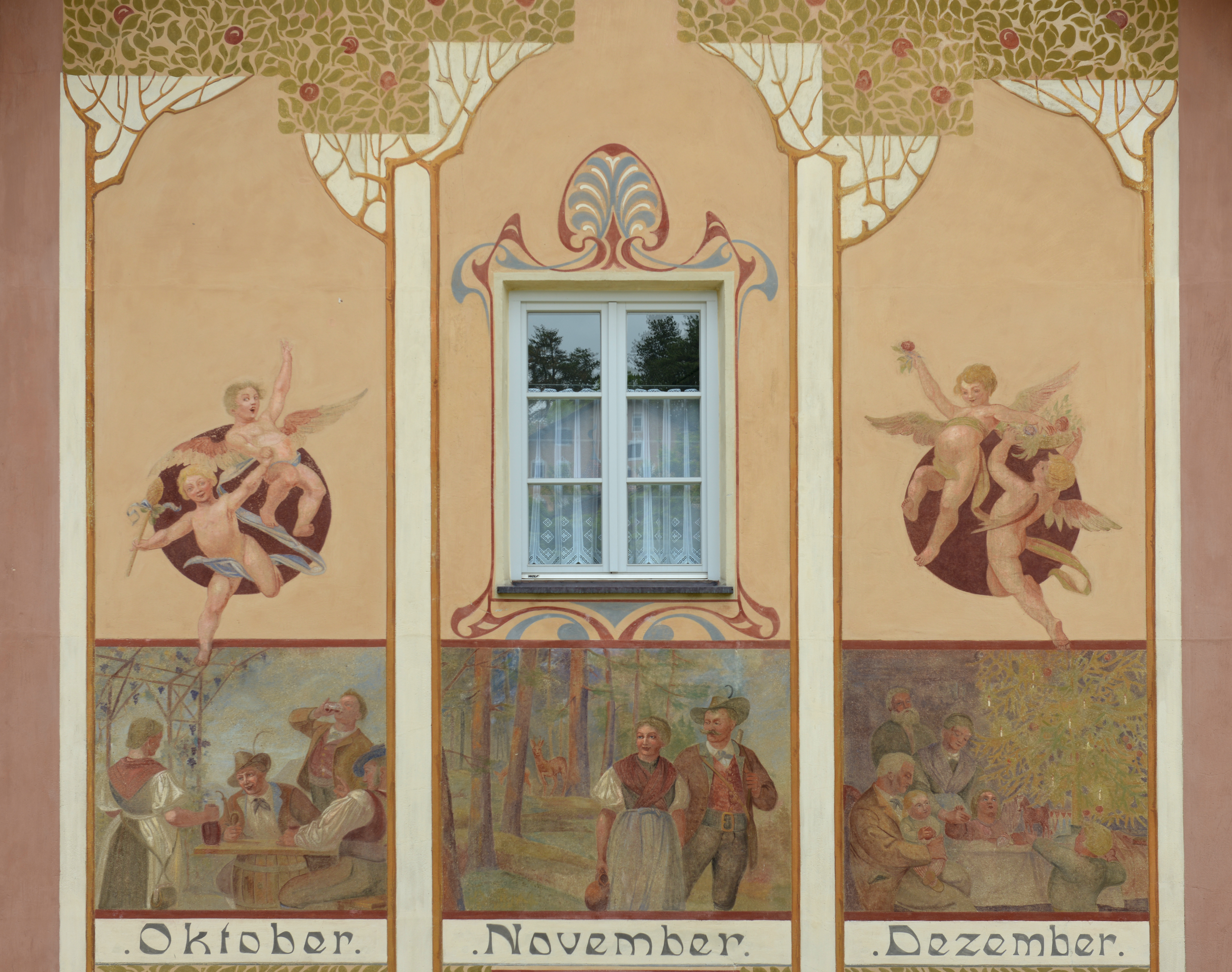
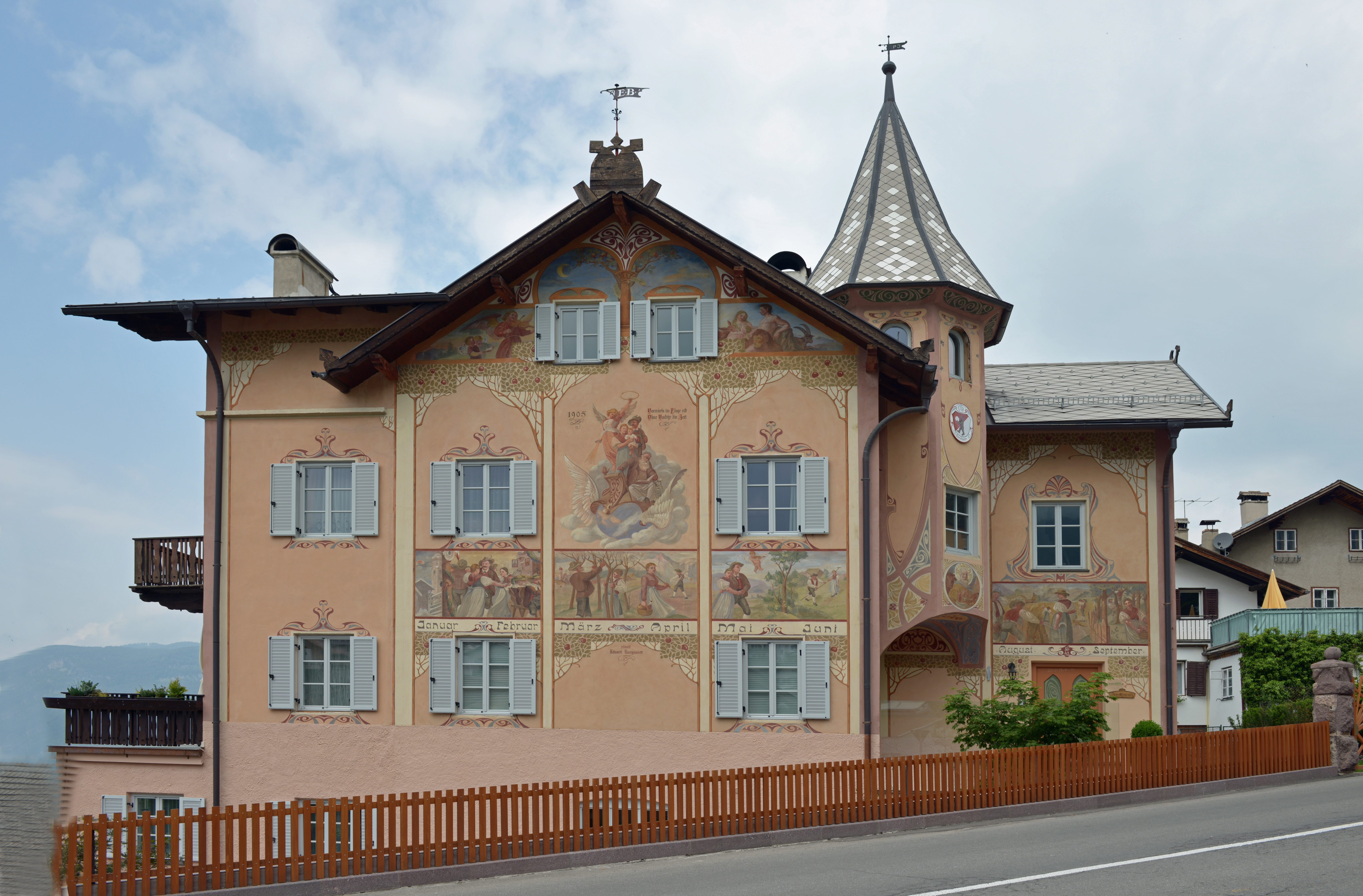